# Natalie de la Piedra
Natalie de la Piedra (* 1. November 1965 in Köln) ist eine deutsche Schauspielerin und Synchronsprecherin peruanischer Abstammung.

## Leben
Natalie de la Piedra, deren peruanischer Vater zum Studium der Wirtschaftswissenschaften nach Deutschland gekommen war, wurde 1965 in Köln geboren. Im Alter von zwei Jahren zog sie mit ihren Eltern nach Peru. Mit 17 Jahren wurde sie von ihrem Vater zur Ausbildung zurück nach Deutschland geschickt und lernte den Beruf der Buchhalterin. Diesen übte sie im Anschluss sechs Jahre lang aus. Nebenbei machte sie Modefotos für Prospekte. Ab 1995 war de la Piedra als Teresa Lobefaro in der ARD-Seifenoper Marienhof zu sehen. Diese Rolle spielte sie bis 1999. Zudem war sie 1997 in der Männerzeitschrift Playboy zu sehen.

## Filmografie (Auswahl)
- 1993: Gletscherclan
- 1995–1998: Marienhof